# Castillo de Aro, Playa de Aro y S'Agaró
Castillo de Aro, Playa de Aro y S'Agaró (oficialmente en catalán Castell d'Aro, Platja d'Aro i s'Agaró) es un municipio español de la comarca del Bajo Ampurdán, formado por Castillo de Aro, Playa de Aro y S'Agaró. Está situado en la provincia de Gerona, en la comunidad autónoma de Cataluña.
El municipio está situado en plena Costa Brava. Limita al norte con Calonge, a poniente limita con Santa Cristina de Aro, al sur con San Feliu de Guíxols y a levante, con el litoral. Castillo de Aro se extiende por el extremo oriental del Valle de Aro, una estrecha llanura drenada por el río Ridaura y situada entre la sierra de Cadiretes y las montañas meridionales del macizo de las Gavarres.
Platja d'Aro (en español Playa de Aro) era originalmente un pequeño pueblo de pescadores en la carretera de Palamós a San Felíu de Guixols localizado en una gran playa de 2 km. Ahora está explotado turísticamente y está repleto de hoteles y demás locales para uso vacacional. Es uno de los destinos turísticos y de tercera residencia más importantes de las comarcas gerundenses lo que conlleva que en verano sus habitantes lleguen a los 50 000 habitantes, mientras que en invierno solo residen unos 10 000.

## Historia

### Prehistoria
En la zona de Pinell, las primeras poblaciones datan del 2500 a. C., en el período Neolítico. De esta época se han descubierto una docena de sepulcros de fosa. Alrededor del año 2000 a. C., hacia finales del neolítico y durante el Calcolítico, se establecen grupos de población humanos en las montañas de Treumal y Vallvanera. Se ha encontrado diversos monumentos megalíticos:
- Menhires en Vallbanera
- Dolmen Cueva de los Moros

### Época Romana
En la Villa de Pla de Palol se han descubierto estancias romanas que datan entre los siglos I y IV d. C. Estas estancias ocupan un área de 10 000 m², una parte importante para patios y espacios sin construcciones. La villa explotaba la tierra, tanto la agricultura como el cultivo de la viña. También extraían arcilla para la fabricación de cerámica que después se exportaba por mar a través del puerto natural que constituía Cala Rovira.

### Época Medieval
A partir del siglo IX, después de recuperar los territorios a los sarracenos, se inicia la repoblación en el Valle de Aro. Los primeros colonizadores fueron campesinos. En el año 881, el rey Carlomagno ofrece al obispo de Gerona el territorio del Valle de Aro.
La primera referencia documental de Playa de Aro, en su nombre original Fanals d'Amunt, aparece en 968. Es un precepto del rey Lotario, confirmando a Sunyer como abad del monasterio de San Felíu de Guixols, así como sus posesiones, entre las que se encontraban Fanals d'Amunt y la iglesia.
El origen de Castillo de Aro se encuentra en el Castillo de Benedormiens. El castillo aparece documentado en 1041, cuando las autoridades religiosas, los caballeros del territorio y los nobles libran al monasterio de San Felíu de Guixols la custodia del castillo con la obligación de proteger todo el Valle de Aro, de la cual Fanals es parte importante.
En 1585 aparece documentada la existencia de una nueva iglesia en Fanals de Baix, la actual Fanals de Aro. Así se forma a su alrededor un nuevo asentamiento después de abandonar Fanals d'Amunt. El 1774 acaba la ampliación de la iglesia de Fanals de Aro.

### Época moderna
Durante siglos solo existía un único municipio, en 1858 se separan en dos, uno con Romanyá, Bell–lloc, Santa Cristina de Aro y Solius; y otro con Castillo de Aro y Fanals de Aro, configurando así el nacimiento de las dos ciudades actuales, Santa Cristina de Aro y Castillo de Aro.
En 1843 se establece en beneficio de los terratenientes con rentas altas, un modelo municipal centralizado con sufragio censatario. En las elecciones de 1869, quedó reflejado el carácter federal y republicano del Ampurdán y de Fanals. Por este motivo, en respuesta a la suspensión de garantías constitucionales y la acción de desarme de la milicia popular dictadas por el Gobierno central, los federales se alzaron y los habitantes de Fanals los apoyaron, participando en el llamado «Foc de la Bisbal», donde se enfrentaron diferentes fuerzas gubernamentales.
El arquitecto Rafael Masó Valentí, hombre de gran sensibilidad artística, recogió el ambicioso proyecto de la familia Ensesa, la cual prometieron entregar un solar al primer descendiente de S'Agaró que quisiera edificar, de construir una ciudad residencial y hacer que S'Agaró se convierta en un pequeño pueblo español integrado con el medio que le rodea. Al mismo tiempo, se desarrollaron nuevas construcciones: los Baños de Sant Pol, el lujoso Hotel Monumental y el Hostal de la Gavina.
En 1962 se produce el desarrollo turístico definitivo para el municipio con el cambio de nombre de Fanals de Aro por el de Playa de Aro. El cambio de capitalidad y del Ayuntamiento del núcleo histórico y de interior de Castillo de Aro a Playa de Aro durante el mismo año, y de la primera gran campaña de promoción turística de alcance internacional. En 1964 se obsequiaba a pasar una semana en la población a 50 parejas para conmemorar la mitad las bodas de plata y, la otra mitad su luna de miel con el programa «El amor se cita en Playa de Aro».
En 1970 el Ayuntamiento, propietario del Castillo de Benedormiens de Castillo de Aro, encargó su primera restauración. Se conservó la parte más antigua, que data del siglo XII.
En 1978 se volvió a festejar el Carnaval y en 1979 se constituyó el primer Ayuntamiento de la nueva democracia. En 1983 se habilitan las salas del Castillo de Benedormiens para hacer exposiciones. En 1995 se declaró oficialmente Bien Cultural de Interés Nacional por la Generalidad de Cataluña el núcleo antiguo de Castillo de Aro, juntamente con la urbanización histórica de S'Agaró y su camino de ronda.
En 1996 se volvió a iniciar una nueva campaña turística de gran impacto, que propuso a turistas y visitantes buscar, allí donde rompen las olas, unas conchas y caracoles de mar muy especiales que permitían al que las encontraba conseguir premios directos y participar en el sorteo de un coche. En 1997 se inaugura en Castillo de Aro el Museu de la Nina (Museo de la Muñeca). El Museo de la Muñeca muestra 350 muñecas de todas las épocas.CERRADO ACTUALMENTE.
También es de destacar la representación del Pesebre Viviente que hacen cada año los vecinos de la localidad, de enorme belleza plástica.

## Demografía
Castillo de Aro, Playa de Aro y S'Agaró cuenta con una población de 12 981 habitantes (INE 2024).
| Gráfica de evolución demográfica de Castillo de Aro, Playa de Aro y S'Agaró entre 1842 y 2021 |
| |
| Población de derecho según los censos de población del INE Población de hecho según los censos de población del INEEntre el censo de 1860 y el anterior, disminuye el término del municipio porque independiza a Santa Cristina de Aro en 1857 |

| Nacionalidad | Hombres | Mujeres | Total | %      | Proporción |
| ------------ | ------- | ------- | ----- | ------ | ---------- |
| Española     | 3995    | 4069    | 8064  | 68.5 % |            |
| Extranjera   | 1814    | 1879    | 3693  | 31.4 % |            |

### Población por núcleos
Desglose de población según el Padrón Continuo por Unidad Poblacional del INE.
| Núcleos         | Habitantes (2014) | Varones | Mujeres |
| --------------- | ----------------- | ------- | ------- |
| Castillo de Aro | 1937              | 918     | 1019    |
| Playa de Aro    | 7440              | 3704    | 3736    |
| S'Agaró         | 1344              | 687     | 657     |

## Administración y política

Localización de Castillo de Aro en el Bajo Ampurdán

A mediados de siglo XIX Castillo de Aro y Santa Cristina de Aro se segregaron como municipios independientes. Hasta aquel momento formaban una misma bailía, la batllia de la Vall d'Aro. A continuación se enumeran los Alcaldes de Castell i Platja d'Aro (inicialmente Castell d'Aro i Fanals d'Aro), desde mediados de siglo XIX.
- Pere Presas:  21-IV-1857 al 4-II-1859 (alcalde durante la segregación)
- Narcís Bas: 4-II-1859 al 1-I-1861
- Narcís Dausà: 1-I-1861 al 1-I-1863
- Joan Dalmau: 1-I-1863 al 1-I-1865
- Pere Ros: 1-I-1865 al 4-X-1868
- Pere Roura: 4-X-1868 al 12-XI-1869.
- Llorenç Aurich:  12-XI-1869 al 13-I-1870.
- Anton Bussot:  13-I-1870 al 1-I-1872.
- Isidre Sitjar:  1-I-1872 al 9-V-1874.
- Pere Calvet:  9-V-1874 al 1-III-1877.
- Pere Presas:  1-III-1877 al 30-VIII-1877. (Substituido por Llorenç Aurich hasta 1-VII-1879).
- Llorenç Aurich i Ruscalleda:  1-IX-1879 al 1-VII-1881.
- Joan Barceló i Ros:  1-VII-1881 al 1-VII-1883.
- Narcís Font i Albertí:  1-VII-1883 al 1-VII-1885.
- Pere Basart i Ros:  1-VII-1885 al 1-VII-1887.
- Joan Oliver i Pugnau:  1-VII-1887 al 1-I-1890.
- Marià Presas i Carbonell:  1-I-1890 al 1-I-1891.
- Pere Barnés i Miret:  1-I-1891 al 1-I-1894.
- Josep Calvet i Bas:  1-I-1894 al 1-VII-1895.
- Josep Simón i Roselló:  1-VII-1895 al 4-V-1896.
- Jaume Reixach i Poch:  10-V-1896 al 1-VII-1897.
- Josep Paradeda i Sagué:  1-VII-1897 al 20-III-1898.
- Josep Simón i Roselló:  20-III-1898 al 6-IV-1899.
- Josep Paradeda i Sagué:  6-IV-1899 al 1-VII-1899.
- Narcís Sais Cruañas:  1-VII- 1899 al 7-IX-1900.
- Josep Calvet i Bas:  7-VII-1900 al 25-I-1901.
- Narcís Sais Cruañas:  25-II-1901 al 1-IX-1902.
- Jaume Bas i Pugnau:  1-IX-1902 al 1-I-1906.
- Tomàs Presas i Carbonell:  1-I-1906 al 18-IX-1906.
- Emili Riera i Isern:  1-XI-1906 al 1-VII-1909.
- Joan Oliver i Riembau:  1-VII-1909 al 1-I-1912.
- Joan Vergeli i Cruañas:  1-I-1912 al 1-I-1914.
- Joan Bussot i Carbonell:  1-I-1914 al 1-I-1916.
- Josep Agustí i Oliver:  1-I-1916 al 1-I-1918.
- Narcís Ramell i Maspoch:  1-I-1918 al 3-XI-1918.
- Lluís Barnés i Masferrer:  3-XI-1918 al 1-IV-1920.
- Josep Agustí i Oliver:  1-IV-1920 al 1-IV-1922.
- Josep Bas i Casademont:  1-IV-1922 al 3-X-1923.
- Josep Agustí i Oliver:  3-X-1923 al 12-IV-1924.
- Joan Oliver i Riembau:  12-IV-1924 al 18-IX-1924.
- Lluís Barnés i Masferrer:  18-IX-1924 al 26-II-1930.
- Josep Bas i Casademont:  26-II-1930 al 17-IV-1931.
- Joan Cama i Dausà:  17-IV-1931 al 1-II-1934.
- Joan Vergeli i Cruañas:  1-II-1934 al 21-X-1936.
- Joan Villa i Romeu:  21-X-1936 al 6-II-1937.
- Joan Cama i Dausà:  6-II-1937 al 23-IV-1939.
- Martí Basart i Sala:  23-IV-1939 al 7-V-1939.
- Narcís Bas i Mató:  5 al 28-VIII-1939.
- Miquel Albertí i Cama:  4-IX-1939 al 24-IX-1942.
- Narcís Bas i Mató:  25-IX-1942 al 25-I-1958.
- Pere Bas i Sabat:  2-II-1958 al 19-VI-1958.
- Joan Cargol i Pérez:  19-VI-1958 al 24-IV-1978.
- Jordi Albertí i Costa:  24-IV-1978 al 19-IV-1979.
- Ramir Pons i Cruañas:  19-IV-1979 al 30-VI-1987.
- Anicet Clara i Pijoan:  30-VI-1987 al 30-VI-1991.
- Joan Giraut i Cot:  30-VI-1991 al 17-IX-2009.
- Dolors Padilla Richard:  17-IX-2009 al 11-IV-2011.
- Joan Giraut i Cot:  11-IV-2011 al 15-VI-2019.
- Maurici Jiménez Ruiz: 15-VI-2019 al - ? -

### Evolución de la deuda viva
El concepto de deuda viva contempla sólo las deudas con cajas y bancos relativas a créditos financieros, valores de renta fija y préstamos o créditos transferidos a terceros, excluyéndose, por tanto, la deuda comercial.
| Gráfica de evolución de la deuda viva del ayuntamiento entre 2008 y 2014                             |
| |
| Deuda viva del ayuntamiento en miles de Euros según datos del Ministerio de Hacienda y Ad. Públicas. |

La deuda viva municipal por habitante en 2014 ascendía a 19 552 €.

## Hermanamientos
- Brive-la-Gaillarde (Francia) desde el 27 de mayo del 2000